# Ilse Ohnesorge

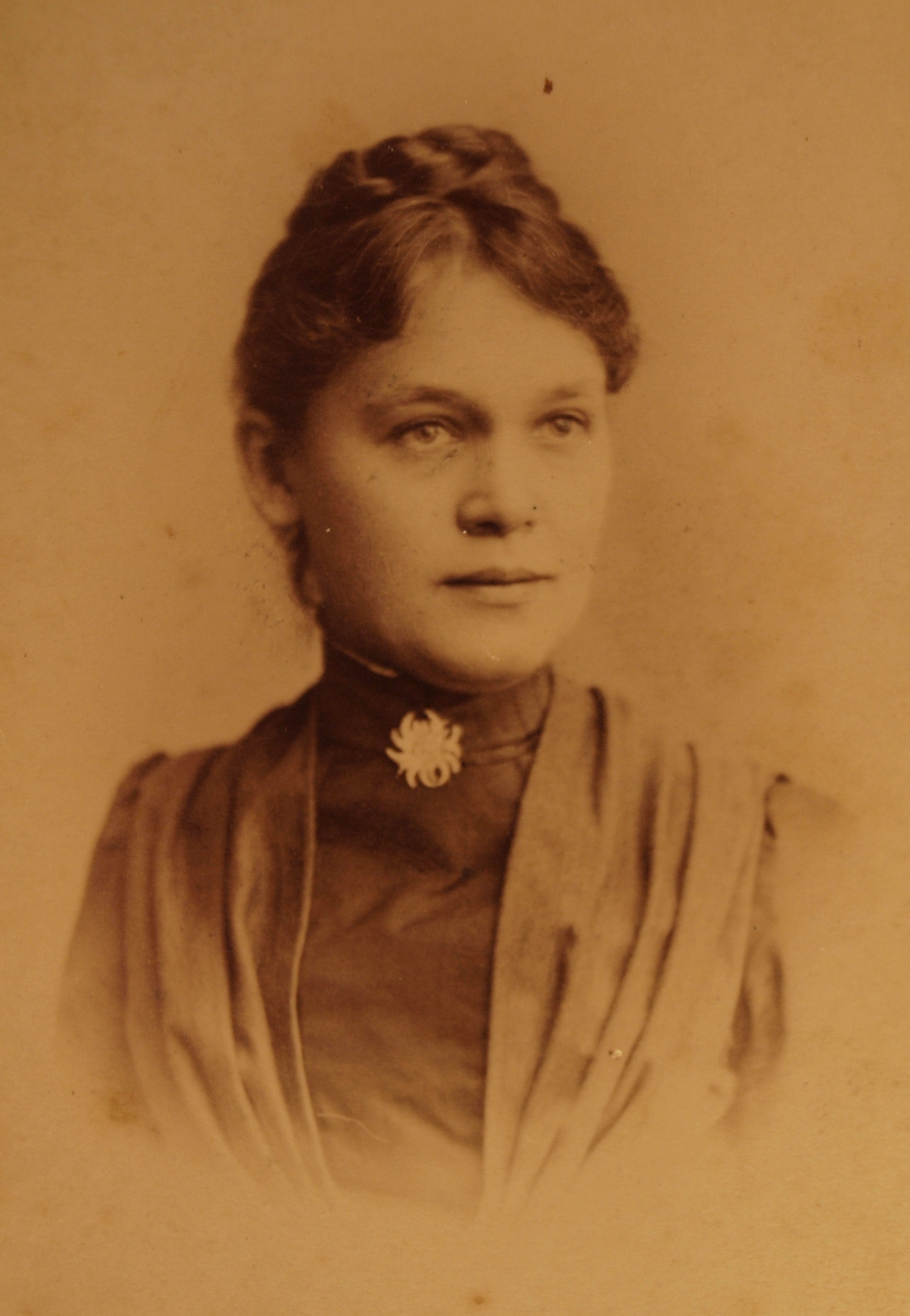
Ilse Ohnesorge

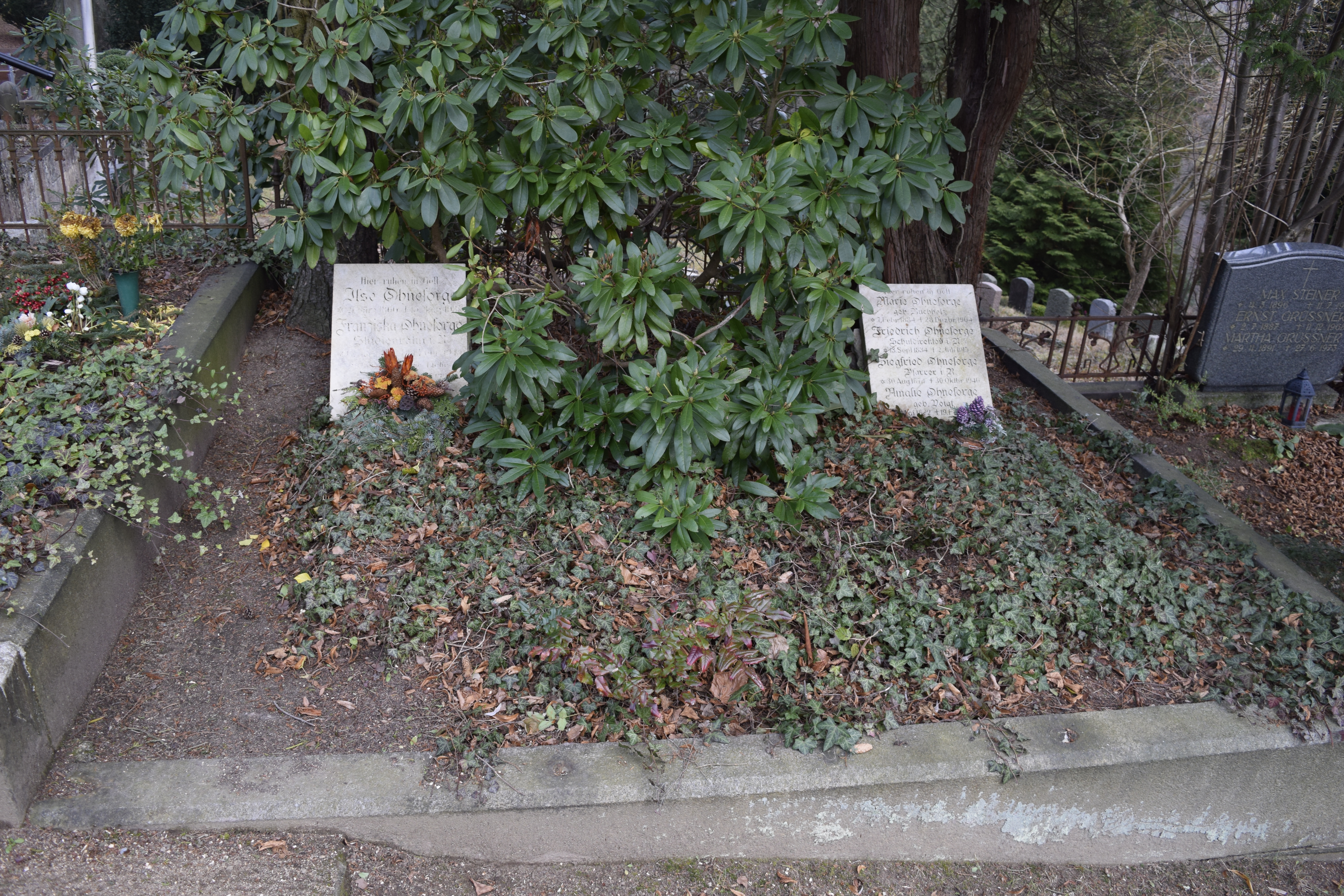
Grabplatz, linke Grabtafel von Ilse Ohnesorge auf dem Sebnitzer Friedhof. (Schriftzug der Grabtafel leider schon stark verwittert, Stand 12.2020)

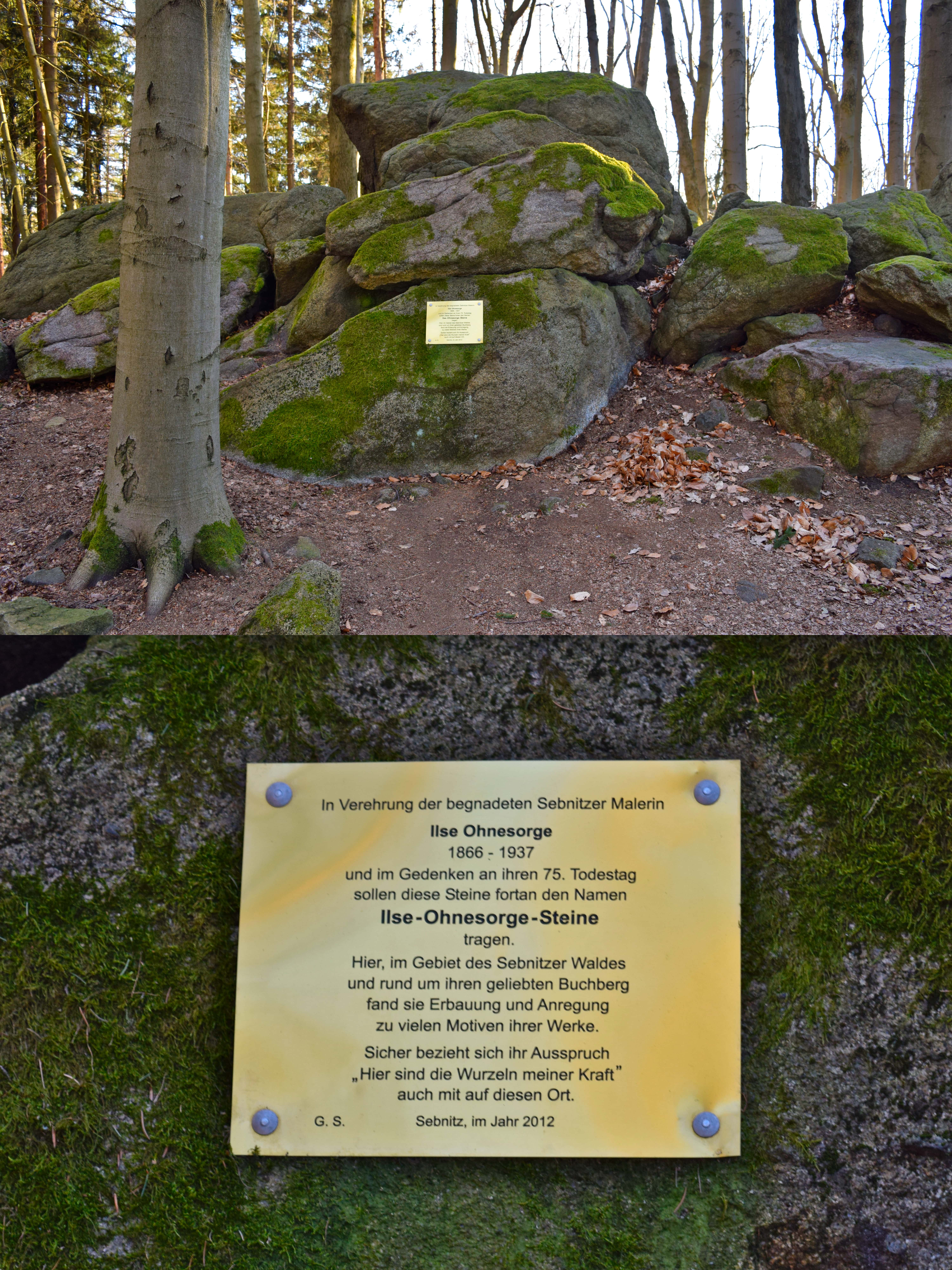
Ilse Ohnesorge-Steine, östlich am Kaiserberg gelegen, Koordinaten: 50°57'56.4"N 14°17'59.7"E

Ilse Ohnesorge (eigentlich: Elisabeth Ohnesorge; * 21. März 1866 in Dresden; † 15. März 1937 in Sebnitz) war eine sächsische Heimatmalerin.

## Leben und Werk
Nach dem Abschluss der Volksschule in Sebnitz besuchte sie Malkurse bei Georg Estler, eines Schülers von Ludwig Richter. Bei ihm erlernte sie die Freilicht- bzw. Porzellanmalerei. Studienreisen, u. a. nach Italien und Böhmen, förderten ihre Begeisterung für die Malerei. Familiäre Verpflichtungen zwangen sie jedoch 1896 nach Sebnitz zurückzukehren, wo sie fortan als Heimatmalerin arbeitete. Ihren Unterhalt bestritt sie, neben dem Verkauf von Bildern ihrer freiberuflichen Maltätigkeit, mit selbstgemalten Postkarten, Kopien alter Meister und der Porzellanmalerei.
Sie schuf eine Reihe von impressionistischen Gemälden, Aquarellen und Zeichnungen, von denen heute ein Teil im Stadtmuseum Sebnitz ausgestellt ist. Typische Motive von Ilse Ohnesorge sind bäuerliche Szenen, die Leineweber der Seidenblumenstadt Sebnitz und Landschaftsmotive der Sächsischen Schweiz.
Im Sebnitzer Wald am Kaiserberg ist ein Weg und Steine nach der Malerin benannt. Ihr Grab befindet sich auf dem Sebnitzer Friedhof Friedhofstraße, das vom Landesamt für Denkmalpflege Sachsen im Juni 2025 in das Denkmalverzeichnis aufgekommen wurde.

## Familie
Ilse Ohnesorge war die zweite Tochter des Schuldirektors Friedrich Ohnesorge (1834–1915) und seiner Frau Marie, geb. Buchholz (1834–1904). Letztere war die Nichte des Berliner Politikers und Publizisten Julius Berends (1817–1891).